# Miniopterus arenarius
Miniopterus arenarius — вид довгокрилів (Miniopterus), що проживає в таких країнах: Саудівська Аравія, Ємен, Ефіопія, Південний Судан, Сомалі, Кенія.

## Таксономічні примітки
Відділено від M. natalensis.